# オーストラリア自由党
オーストラリア自由党（オーストラリアじゆうとう、英語：Liberal Party of Australia）は、オーストラリアの中道右派政党。オーストラリア労働党と並ぶ二大政党の一つである。現在の党首はスーザン・リー。

## 概要
1943年の連邦選挙の翌年に統一オーストラリア党（United Australia Party）を衣替えする形で生まれた。中道右派政党の国際組織、国際民主同盟に加盟している。
地方農家を支持基盤とする中道右派政党のオーストラリア国民党と、連邦および州において、保守連合と呼ばれる連合を組む場合が多い。この連合は野党のときも継続する場合が多い。オーストラリアの連邦政治において保守連合は、1996年～2007年の11年間、与党であったが、2007年11月24日投開票が行われた下院総選挙に敗北し、1983年～1996年以来の野党に転落した。2010年8月21日の総選挙でも大接戦の末、労働党に敗北を喫した。
2013年9月7日の総選挙で労働党に圧勝し、政権与党に返り咲いた。2016年7月2日の総選挙でも、国民党と保守連合を組んで過半数を維持した。
しかし、スコット・モリソン政権に入って以降、気候変動対策や燃料高、住宅価格高騰などの問題をめぐって国民の不満が高まり、2022年の総選挙では労働党に第一党の座を奪われ敗北、9年ぶりの政権交代を許した。

## 支持層
2022年の選挙まで、自由党は主に中産階級の政党だったが、そのような階級に基づく投票パターンは以前ほど明確ではない。1970年代に左翼の中産階級が出現し、彼らは自由党に投票しなかった。この効果の1つは、1977年に元自由党大臣のドン・チップと一部の自由党のメンバーによって設立された分離党、オーストラリア民主党の成功だった。ジョン・ハワードの首相在任中、党は社会的に保守的な労働者階級の有権者の間で人気になっていった。2022年まで、自由党の主な支持基盤は上流中流階級のままだった。2010年には、最も裕福な20の連邦選挙区のうち16を自由党が獲得した。しかし2022年の選挙では最も貧しい20の連邦選挙区のうち16議席を自由党が獲得し、最も裕福な20の連邦選挙区のうち5議席しか獲得できなかった。

## 歴代党首
- 6代：マルコム・フレーザー：1975年-1983年
- 7代：アンドリュー・ピーコック：1983年–1985年
- 8代：ジョン・ハワード：1985年-1989年
- 9代：アンドリュー・ピーコック（英語版）：1989年–1990年
- 10代：ジョン・ヒューソン（英語版）：1990年–1994年
- 11代：アレキサンダー・ダウナー（英語版）：1994年–1995年
- 12代：ジョン・ハワード：1995年–2007年
- 13代：ブレンダン・ネルソン（英語版）：2007年-2008年
- 14代：マルコム・ターンブル：2008年-2009年
- 15代：トニー・アボット：2009年-2015年
- 16代：マルコム・ターンブル：2015年-2018年
- 17代：スコット・モリソン：2018年-2022年
- 18代：ピーター・ダットン：2022年-2025年
- 第19代：スーザン・リー（英語版）：2025年-

## 選挙結果

### 代議員選
| 年   | 獲得議席 | 増減 | 得票数    | 得票率 | 位置       | 党首                     |
| ---- | -------- | ---- | --------- | ------ | ---------- | ------------------------ |
| 1946 | 15 / 76  | 15   | 1,241,650 | 28.58% | 野党       | ロバート・メンジーズ     |
| 1949 | 55 / 121 | 40   | 1,813,794 | 39.39% | 過半数与党 | ロバート・メンジーズ     |
| 1951 | 52 / 121 | 3    | 1,854,799 | 40.62% | 過半数与党 | ロバート・メンジーズ     |
| 1954 | 47 / 121 | 5    | 1,745,808 | 38.31% | 過半数与党 | ロバート・メンジーズ     |
| 1955 | 57 / 122 | 10   | 1,746,485 | 39.73% | 過半数与党 | ロバート・メンジーズ     |
| 1958 | 58 / 122 | 1    | 1,859,180 | 37.23% | 過半数与党 | ロバート・メンジーズ     |
| 1961 | 45 / 122 | 13   | 1,761,738 | 33.58% | 過半数与党 | ロバート・メンジーズ     |
| 1963 | 52 / 122 | 7    | 2,030,823 | 37.09% | 過半数与党 | ロバート・メンジーズ     |
| 1966 | 61 / 124 | 9    | 2,291,964 | 40.14% | 過半数与党 | ハロルド・ホルト         |
| 1969 | 46 / 125 | 15   | 2,125,987 | 34.77% | 過半数与党 | ジョン・ゴートン         |
| 1972 | 38 / 125 | 8    | 2,115,085 | 32.04% | 野党       | ウィリアム・マクマホン   |
| 1974 | 40 / 127 | 2    | 2,582,968 | 34.95% | 野党       | ビリー・スネデン         |
| 1975 | 68 / 127 | 28   | 3,232,159 | 41.80% | 過半数与党 | マルコム・フレーザー     |
| 1977 | 67 / 124 | 1    | 3,017,896 | 38.09% | 過半数与党 | マルコム・フレーザー     |
| 1980 | 54 / 125 | 13   | 3,108,512 | 37.43% | 過半数与党 | マルコム・フレーザー     |
| 1983 | 33 / 125 | 21   | 2,983,986 | 34.36% | 野党       | マルコム・フレーザー     |
| 1984 | 45 / 148 | 12   | 2,951,556 | 34.06% | 野党       | アンドリュー・ピーコック |
| 1987 | 43 / 148 | 2    | 3,175,262 | 34.41% | 野党       | ジョン・ハワード         |
| 1990 | 55 / 148 | 12   | 3,468,570 | 35.04% | 野党       | アンドリュー・ピーコック |
| 1993 | 49 / 147 | 6    | 3,923,786 | 37.10% | 野党       | ジョン・ハワード         |
| 1996 | 75 / 148 | 26   | 4,210,689 | 38.69% | 過半数与党 | ジョン・ハワード         |
| 1998 | 64 / 148 | 11   | 3,764,707 | 33.89% | 過半数与党 | ジョン・ハワード         |
| 2001 | 68 / 150 | 4    | 4,244,072 | 37.40% | 過半数与党 | ジョン・ハワード         |
| 2004 | 74 / 150 | 5    | 4,741,458 | 40.47% | 過半数与党 | ジョン・ハワード         |
| 2007 | 55 / 150 | 20   | 4,546,600 | 36.60% | 野党       | ジョン・ハワード         |
| 2010 | 60 / 150 | 5    | 3,777,383 | 30.46% | 野党       | トニー・アボット         |
| 2013 | 74 / 150 | 14   | 4,134,865 | 32.02% | 過半数与党 | トニー・アボット         |
| 2016 | 60 / 150 | 14   | 3,882,905 | 28.67% | 過半数与党 | マルコム・ターンブル     |
| 2019 | 61 / 151 | 1    | 3,989,435 | 27.97% | 過半数与党 | スコット・モリソン       |
| 2022 | 42 / 151 | 19   | 3,502,713 | 23.89% | 野党       | スコット・モリソン       |